# Rhaphicera mantra
Rhaphicera mantra är en fjärilsart som beskrevs av Talbot 1947. Rhaphicera mantra ingår i släktet Rhaphicera och familjen praktfjärilar. Inga underarter finns listade.